# Academia de Drept Internațional de la Haga
Academia de Drept Internațional de la Haga (în engleză The Hague Academy of International Law) este o unitate de învățământ superior în domeniul dreptului internațional public și privat. Este localizată în Palatul Păcii de la Haga, Țările de Jos. Cursurile sunt predate în engleză și franceză.